# Afrikansk rall
Afrikansk rall (Rallus caerulescens) är en fågel i familjen rallar inom ordningen tran- och rallfåglar.

## Utseende och läte
Afrikansk rall är en typisk medelstor rall. Den har brun rygg, grått på huvud och bröst, tvärbandad buk samt rödaktig näbb och röda ben. Den har liknande fjäderdräkt som gräsrallen, men har längre näbb och saknar fläckar på ryggen. Lätet är en högljudd serie accelererande fallande toner.

## Utbredning och systematik
Fågeln förekommer i våtmarker och vassområden i östra och södra Afrika. Den behandlas som monotypisk, det vill säga att den inte delas in i några underarter.

## Levnadssätt
Afrikansk rall hittas i olika typer av våtmarker, från översvämmande gräsmarker till djupa träsk. Den föredrar dock områden med kaveldun. Arten håller sig vanligen dold, men kan jämfört med andra rallar oftare söka sig ut i det öppna.

## Status
Arten har ett stort utbredningsområde och internationella naturvårdsunionen IUCN kategoriserar arten som livskraftig. Beståndsutvecklingen är dock oklar.